# Walter Staudinger (SS-Mitglied)

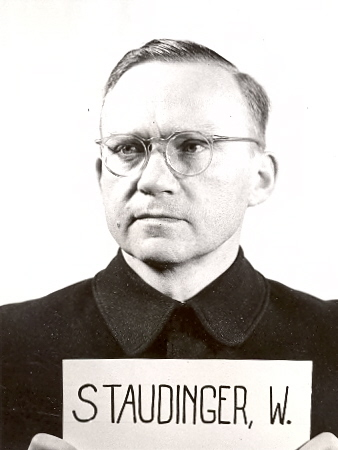
Walter Staudinger, 1947

Walter Staudinger (* 24. Januar 1898 in München; † 31. August 1964 ebenda) war ein deutscher SS-Gruppenführer und Generalleutnant der Waffen-SS.

## Leben
Walter Staudingers Vater war der Buchbindermeister August Staudinger, er hatte einen jüngeren Bruder namens Raimund (1900–1943). In München besuchte er zunächst die Volksschule und ab 1910 die Luitpold-Oberrealschule. Während des Ersten Weltkrieges trat er  im Januar 1915 als Kriegsfreiwilliger in die Ersatzabteilung des Königlich Bayerischen 7. Infanterie-Regiments „Prinz Leopold“ ein, wo er für ein halbes Jahr militärisch ausgebildet wurde. Im Sommer 1915 wurde er zur 10. Bayerischen Gebirgsbatterie der 6. Königlich Bayerischen Landwehr-Division versetzt, bei der er mit Unterbrechungen bis März 1918 blieb. Staudinger war an der West- und Ostfront eingesetzt; unter anderem nahm er an der Schlacht um Verdun und den Kämpfen um den Roter-Turm-Pass teil. Nach einem Offizierslehrgang im Frühjahr 1918 wurde er zur Ersatzabteilung des  Königlich Bayerischen 9. Feldartillerie-Regiments kommandiert, bei dem er das Kriegsende erlebte. Mitte Dezember 1918 wurde er im Rang eines Leutnants der Reserve aus der Armee entlassen.
Am 15. Dezember 1918 trat er in den Polizeidienst ein und verrichtete zunächst Dienst im Kriegswucheramt München. Nebenbei betätigte er sich im Frühjahr 1919 beim Freikorps Epp und legte im selben Jahr das Abitur ab. Während des Kapp-Putsches war er im März 1920 Zeitfreiwilliger bei der Reichswehr. Ab 1920 war er bei der Polizeidirektion München tätig. Der NSDAP trat er bereits 1920 bei und nahm im November 1923 als Angehöriger des Kampfbundes München am Hitler-Putsch teil, weswegen er zur Zeit des Nationalsozialismus mit dem so genannten Blutorden ausgezeichnet wurde und als Alter Kämpfer galt. Dass er der Partei erst nach der Machtergreifung durch die Nationalsozialisten Anfang Mai 1933 erneut beitrat (Mitgliedsnummer 3.201.960) ist darauf zurückzuführen, dass ein Wiedereintritt während der Weimarer Republik nach dem gescheiterten Putsch und dem zwischenzeitlichen Parteiverbot seine Polizeikarriere gefährdet hätte. Nach dem Putsch wurde er zeitweise vom Polizeidienst beurlaubt.
Nach der Machtergreifung durch die Nationalsozialisten war er ab Anfang April 1933 war er für zwei Monate als Präsidialsekretär bei der Polizeidirektion München tätig, und ab Juni 1933 als Polizeihauptmann in der Dienststellung des Adjutanten von Polizeipräsident August Schneidhuber. Danach wirkte er im Polizeidienst unter anderem als Büro- sowie Verkehrsoffizier und Fahrbereitschaftsführer. Noch 1933 trat er der NSV und dem Reichskolonialbund bei.
Im November 1934 trat Staudinger der Schutzstaffel bei (SS-Nr. 242.652) und wurde nach Berlin versetzt. Dort gehörte er dem Stab des Reichsführer SS an, war Ende 1934 kurzzeitig Adjutant Heinrich Himmlers und danach in gleicher Funktion bei SD-Chef Reinhard Heydrich. Nachdem er laut den Geschäftsverteilungsplänen des Geheimen Staatspolizeiamtes bereits zuvor Aufgaben als Referent für Kraftfahrwesen übernommen hatte, leitete Staudinger dann vom 26. Oktober 1935 bis September 1939 die Abteilung IV (technische Abteilung) im Geheimen Staatspolizeiamt Berlin. In dieser Eigenschaft unterstanden ihm das Kraftfahrwesen, das Flugwesen, das Nachrichtenwesen und die Technische Waffenstelle des Gestapo-Hauptquartiers. Von August 1936 bis September 1939 leitete er zusätzlich das Referat V9 im Amt Verwaltung und Recht des Hauptamtes Sicherheitspolizei. Von August bis September 1939 leitete er auch im SD-Hauptamt die Gruppe K im Kommandoamt des Hauptamts Ordnungspolizei.
Nach Beginn des Zweiten Weltkrieges absolvierte er einen Artillerie-Lehrgang und wurde in die SS-Verfügungstruppe übernommen. Ab Mitte Oktober 1939 war er Kommandeur der II./SS-Artillerieersatzabteilung in München und danach ab April 1940 Kommandeur der IV. leichten Artillerieabteilung beziehungsweise später des SS-Artillerieregiments der Leibstandarte SS Adolf Hitler. Von April bis Juni 1943 gehörte er dem Aufstellungsstab des I. SS-Panzerkorps an, wo er von Juli 1943 bis Oktober 1944 als Artilleriekommandeur eingesetzt war. Zwischenzeitlich folgte aufgrund einer Kriegsverletzung von August bis Dezember 1944 ein Lazarettaufenthalt. Von Anfang Oktober 1944 bis Mai 1945 war er Höherer Artilleriekommandeur bei der 6. Panzerarmee.
Kurz nach Kriegsende kam er in Salzburg am 11. Mai 1945 in amerikanische Internierung und wurde von Angehörigen der Historical Division vernommen. Während des Malmedy-Prozesses sagte er unter anderem für Sepp Dietrich aus, dem er im Krieg unterstellt war. Nach seiner Entnazifizierung wurde er Ende April 1948 aus dem Internierten-Krankenhaus in Garmisch entlassen. Er nahm danach seinen Wohnsitz wieder in München und war von Mai bis November 1948 bei der Firma Sebastian Schramm tätig. Anschließend war er zeitweise ohne Arbeit.
Ab 1951 sammelte die Organisation Gehlen (OG) auch Informationen über die unterschiedlichen Soldatenverbände, insbesondere rechtsextreme Organisationen. Auch über ehemals führende Persönlichkeiten der Waffen-SS wurden Informationen erfasst und ausgewertet. In einem Bericht der OG vom April 1951 wurde Staudinger neben sieben weiteren SS-Führern, darunter Otto Skorzeny, Gunter d’Alquen, Karl Maria Demelhuber, Paul Hausser und Felix Steiner als prominenter Vertreter dieser NS-Organisation eingestuft. Laut diesem Bericht galt Staudinger als tonangebend in den Münchner SS-Kreisen, als Vertreter einer Neutralitätspolitik Deutschlands und scharfer Kritiker von „Speidel, Kielmannsegg und Oster wegen ihrer Haltung beim 20. Juli 1944 [...]. Auch wusste man zu berichten, dass Staudinger sich mit seinen Münchner Kameraden innerhalb der ehemaligen Waffen-SS-Kreise gegen Skorzeny und Steiner, aber auf der moderateren Seite Haussers positioniert hatte.“
Staudinger, seit April 1923 mit Elsa Schmidt verheiratet und Vater zweier Töchter, starb Ende August 1964 infolge Herzversagens.

## Auszeichnungen (Auswahl)
| Staudingers Ränge bei Polizei und Waffen-SS während des Zweiten Weltkrieges | Staudingers Ränge bei Polizei und Waffen-SS während des Zweiten Weltkrieges |
| Datum                                                                       | Rang                                                                        |
| --------------------------------------------------------------------------- | --------------------------------------------------------------------------- |
| Oktober 1939                                                                | SS-Sturmbannführer der SS-Verfügungstruppe                                  |
| Mai 1940                                                                    | SS-Obersturmbannführer der Waffen-SS                                        |
| September 1940                                                              | Oberstleutnant der Schutzpolizei                                            |
| Januar 1941                                                                 | Standartenführer der Waffen-SS                                              |
| Oktober 1942                                                                | SS-Oberführer der Waffen-SS                                                 |
| Juni 1943                                                                   | SS-Brigadeführer und Generalmajor der Waffen-SS                             |
| November 1944                                                               | SS-Gruppenführer und Generalleutnant der Waffen-SS                          |

- Eisernes Kreuz II. Klasse (1917) mit Spange (1940)[10]
- Eisernes Kreuz I. Klasse (1940)[10]
- Deutsches Kreuz in Gold (1942)[10]
- Stern von Rumänien mit Schwertern am Band des Ordens für militärische Tugend III. Klasse (Kommandeurkreuz) (1942)[10]
- Bulgarischer Tapferkeitsorden III. Klasse, 1. Stufe (1942)[10]
- Medaille Winterschlacht im Osten 1941/42 (1942)[10]